# Rondé
I Rondé (spesso resi graficamente come RONDÉ) sono un gruppo musicale olandese formatosi a Utrecht nel 2014.

## Storia del gruppo
I Rondé si sono formati nella primavera del 2014 durante un progetto scolastico della scuola per musicisti Herman Brood Academie di Utrecht. Lo stesso anno hanno pubblicato il primo singolo Run, che tre anni più tardi è stato certificato disco d'oro nei Paesi Bassi. Un remix del brano realizzato dagli East & Young è entrato nella classifica olandese dei singoli.
Il 13 gennaio 2017 è uscito il loro omonimo album di debutto, Rondé, che ha debuttato alla 18ª posizione nella classifica olandese degli album. Il secondo album, Flourish, è stato pubblicato l'8 marzo 2019 e ha raggiunto l'8ª posizione nella classifica olandese degli album.
Il 4 agosto 2019, i Rondé hanno aperto un concerto di James Bay ad Amsterdam. Il 7 settembre 2019 la band ha suonato al festival Live on the Beach di Scheveningen insieme a gruppi come i Keane o Suzan & Freek.
Nel 2020 è uscito il singolo Get to You, seguito l'anno successivo da Hard to Say Goodbye. Quest'ultimo singolo ha raggiunto la 20ª posizione nella classifica olandese ed è stato certificato disco di platino nei Paesi Bassi.
Nel 2022 i Rondé hanno pubblicato i singoli Love Myself e Bright Eyes, entrambi piazzati in classifica e certificati nei Paesi Bassi. Il 5 aprile dello stesso anno, il gruppo si è esibito allo Ziggo Dome in apertura ai Bastille.
Il 9 giugno 2023 è stato pubblicato il singolo Break My Heart, che ha raggiunto la 53ª posizione nella classifica olandese degli album. Il 17 giugno 2023, i Rondé hanno suonato per la prima volta al Pinkpop Festival.
Il 25 gennaio 2024 è uscito il singolo Undecided, che ha raggiunto la 49ª posizione nella classifica olandese degli album. Il 4 luglio e l'11 novembre dello stesso anno sono stati pubblicati i singoli Taking My Love Back e Love of My Life. L'8 novembre 2024 è uscito il terzo album del gruppo, Ten, contenente 11 tracce, tra cui gli otto singoli pubblicati nel periodo tra il 2021 e il 2024. Il disco ha raggiunto la 5ª posizione nella classifica olandese degli album.

## Formazione
Attuale
- Rikki Borgelt – voce
- Armel Paap – chitarra
- Sharon Zarr – batteria
- Cas Oomen – basso
- Teun Dillisse – tastiere

Ex Componenti
- Isai Reiziger – batteria
- Adriaan Persons – tastiere

## Discografia
Album in studio
- 2017 – Rondé
- 2019 – Flourish
- 2024 – Ten

Singoli
- 2015 – Run
- 2015 – We Are One
- 2016 – Why Do You Care
- 2017 – Naturally
- 2020 – Get to You
- 2020 – Real Feelings
- 2021 – Hard to Say Goodbye
- 2022 – Love Myself
- 2022 – Bright Eyes
- 2022 – The Light
- 2023 – Break My Heart
- 2024 – Undecided
- 2024 – Taking My Love Back
- 2024 – Love of My Life